# إريك كارل
إريك كارل (بالإنجليزية: Eric Carle)‏ هو رسام توضيحي وكاتب للأطفال وكاتب ألماني وأمريكي، ولد في 25 يونيو 1929 في سيراكيوز وتوفي في 23 مايو 2021 في نورثهامبتون في الولايات المتحدة .

## وصلات خارجية
- الموقع الرسمي
- إريك كارل على موقع IMDb (الإنجليزية)
- إريك كارل على موقع الموسوعة البريطانية (الإنجليزية)
- إريك كارل على موقع مونزينجر (الألمانية)
- إريك كارل على موقع ميوزك برينز (الإنجليزية)
- إريك كارل على موقع أول ميوزيك (الإنجليزية)
- إريك كارل على موقع ديسكوغز (الإنجليزية)
- إريك كارل على موقع ديسكوغز (الإنجليزية)
- إريك كارل على موقع قاعدة بيانات الفيلم (الإنجليزية)